# Science-Fiction Plus

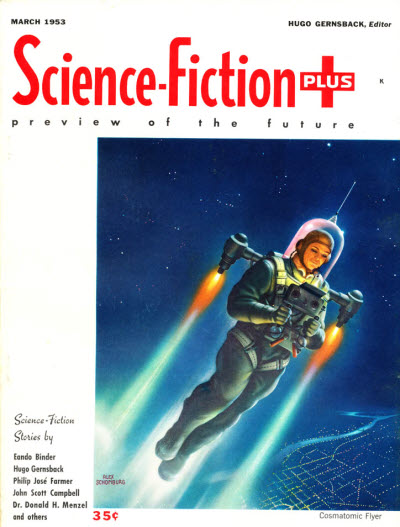
Portada del primer tomo de la revista Science-Fiction Plus; el arte fue hecho por Alex Schomburg

Science-Fiction Plus fue una revista de ciencia ficción estadounidense publicada por Hugo Gernsback en 1953. Anteriormente, en 1926, Gernsback había publicado Amazing Stories, la primera revista de ciencia ficción, pero no había tenido contacto con este género desde 1936, cuando vendió Wonder Stories. Science-Fiction Plus se caracterizaba en sus inicios por una impresión de alta calidad en papel cuché. Gernsback creía en el poder educativo de la ciencia ficción y reflejó esta idea en los editoriales de la nueva publicación. El jefe de edición, Sam Moskowitz, era un aficionado de las primeras revistas pulp y publicó a muchos escritores populares antes de la Segunda Guerra Mundial, como Raymond Gallun, Eando Binder y Harry Bates; las contribuciones de estos autores y los editoriales de Gernsback impartían a la revista un carácter anacrónico. Las ventas fueron buenas al principio, pero cayeron pronto. Gernsback imprimió los últimos dos ejemplares en papel más barato, pero la revista siguió sin ser rentable. El último de los siete números se publicó en diciembre de 1953.
Junto a las obras de autores de décadas anteriores, Moskowitz publicó trabajos de escritores conocidos de la época, como Clifford Simak, Murray Leinster, Robert Bloch, y Philip José Farmer. Algunas de estas historias recibieron buenas reseñas, entre ellas Spacebred Generations, de Simak; Strange Compulsion, de Farmer; y Nightmare Planet, de Leinster. También publicó a varios escritores nuevos, pero de ellos solo Anne McCaffrey llegó a prosperar como autora.
Los historiadores de ciencia ficción consideran a la revista como un intento fallido de reproducir los primeros tiempos de los pulps de ciencia ficción.

## Historia
Hugo Gernsback publicó la primera revista de ciencia ficción, Amazing Stories en 1926, en pleno auge de las revistas pulp. Amazing Stories contribuyó a establecer a la ciencia ficción como un género independiente y, aunque Gernsback perdió el control de la publicación  por bancarrota en 1929, rápidamente sacó a la luz más revistas del mismo género, como Air Wonder Stories y Science Wonder Stories. Estas se fusionaron después en Wonder Stories que perduró hasta 1936, cuando Gernsback la vendió a Ned Pines de Beacon Magazines. Gernsback permaneció en el negocio editorial como propietario de varias revistas rentables, pero se mantuvo al margen del género de la ciencia ficción durante casi diecisiete años, hasta que lanzó Science-Fiction Plus.
Gernsback contrató a Sam Moskowitz para editar la nueva revista. En noviembre de 1952, Moskowitz produjo un primer ejemplar piloto que solo contenía historias del propio Gernsback firmadas con su propio nombre y varios seudónimos. Este número se imprimió simplemente para el registro de marca y nunca se distribuyó ni se vendió. En marzo de 1953 salió a la venta el primer ejemplar, con un formato sofisticado e impreso en papel de buena calidad, en contraste con otras revistas de ciencia ficción de la época. Según el historiador de ciencia ficción Mike Ashley esto debió de darle una ventaja a Gernsback frento a sus competidores. El precio (35 centavos) era competitivo; las ventas fueron buenas al inicio y Science-Fiction Plus se publicó mensualmente hasta junio, pero la circulación empezó a caer y la revista empezó a aparecer cada dos meses a partir de agosto. Gernsback distribuía Science-Fiction Plus junto con sus revistas técnicas y si su circulación hubiese sido comparable a la de otros títulos, habría sido rentable a pesar del papel cuché que era más caro. Pero las ventas eran insuficientes y Gernsback recortó los costos cambiando el papel por uno más barato en octubre; sin embargo solo llegó a publicarse un ejemplar más, en diciembre de 1953.

## Contenido y recepción

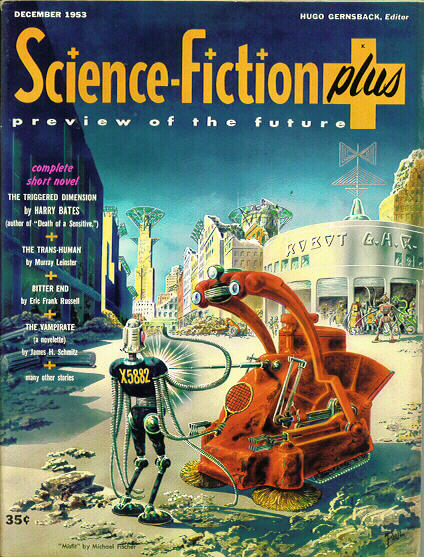
Portada del último tomo (diciembre de 1953) de Science-Fiction Plus creada por Frank R. Paul.

Gernsback opinaba que las historias de ciencia ficción debían ser educativas ya desde sus primeras incursiones en el género en los años veinte, aunque al poco tiempo empezó a publicar ficción fantástica y ficción no-científica en Amazing Stories para atraer lectores. Durante la larga ausencia de Gernsback en la ciencia ficción, de 1936 a 1953, el campo evolucionó hacia el abandono de su enfoque educativo. Se considera que la Edad de Oro de la ciencia ficción comenzó a finales de los treinta y duró hasta mediados de los cuarenta. Esto trajo consigo «un significativo salto de calidad, tal vez el más grandioso en la historia del género», según los historiadores Peter Nicholls y Mike Ashley. Estos cambios no influyeron en las ideas de Gernsback y en el editorial del primer ejemplar de Science-Fiction Plus lamentó que los «cuentos de hadas» y las publicaciones fantásticas aparecieran «de manera errónea» como ciencia ficción, y estableció su preferencia por la «verdaderamente científica y profética ciencia ficción con completo énfasis en la ciencia».
El director de edición, Sam Moskowitz, quien también tenía una larga experiencia en el género, ayudó a organizar la First World Science Fiction Convention en 1939. Moskowitz también tenía fuertes opiniones acerca de lo que constituía una buena ciencia ficción, las cuales no siempre coincidían con las de su jefe: Gernsback prefería obras con un potencial impacto educativo, mientras Moskowitz era fan de los escritores anteriores a la «era dorada». Moskowitz estaba a cargo de obtener nuevas historias y adquirió trabajos de muchos nombres bien conocidos en el ámbito de la ciencia ficción, incluyendo a Clifford Simak, Murray Leinster, Robert Bloch, James H. Schmitz, y Philip José Farmer, pero también compró muchas historias de escritores de los primeros tiempos del género, como Raymond Gallun, Eando Binder y Harry Bates. El resultado fue una revista pasada de moda, a pesar de su sofisticada apariencia. En las palabras de Ashley, Science-Fiction Plus tenía un «toque arcaico». Lawler , a su vez, describió la revista como «un anacronismo», y «aburrida de principio a fin». Con el propósito de alentar historias con predicciones científicas plausibles, Gernsback creó el símbolo de una esfera con las letras «SF» con una estrella de cinco picos encima de ella. Distinguió con el primero de estos símbolos una historia propia, Exploration of Mars, publicada en el primer ejemplar, en lo que Lawler describe como «un autotributo típico».
Gernsback pagaba las historias a dos a tres centavos por palabra, un precio competitivo con las revistas que lideraban el mercado entonces, y a pesar de las críticas a la revista, varias historias fueron bien recibidas. Lawler describe el relato de Simak, Spacebred Generations, como «una joya», y considera Strange Compulsion de Farmer como la obra de más alta calidad de la publicación. Ashley destaca las mismas dos historias, además de Nightmare Planet de Murray Leinster, publicada en junio de 1953. Moskowitz intentó hallar y desarrollar nuevos escritores y publicó la primera historia de Anne McCaffrey, Freedom of the Race, en el ejemplar de octubre de 1953. Sin embargo, ninguno de los otros escritores sleccionados por Moskowitz hicieron carrera en el género. Moskowitz rechazó los siguientes relatos de Caffrey.
Gernsback incluyó secciones dedicadas a la ciencia, como «Preguntas y respuestas científicas» y «Noticias breves sobre ciencia», que también recordaban a sus revistas de dos décadas atrás. En la opinión de Ashley, las ilustraciones eran de calidad variable; Frank R. Paul, un ilustrador que había trabajado con Gernsback en sus revistas anteriores, apareció en todos los ejemplares y trajo de vuelta el ambiente de las primeras revistas de ciencia ficción. Sin embargo, su trabajo no había mejorado a lo largo de los años. Ashley notó en cambio que Alex Schomburg, otro contribuidor frecuente, realizó algunas portadas de alta calidad.

## Detalles bibliográficos
|                                                                   | Ene | Feb | Mar | Abr | May | Jun | Jul | Ago | Sep | Oct | Nov | Dic |
| ----------------------------------------------------------------- | --- | --- | --- | --- | --- | --- | --- | --- | --- | --- | --- | --- |
| 1953                                                              |     |     | 1/1 | 1/2 | 1/3 | 1/4 |     | 1/5 |     | 1/6 |     | 1/7 |
| Ejemplares de Science-Fiction Plus (volumen y número de edición). |     |     |     |     |     |     |     |     |     |     |     |     |

La revista fue subtitulada Preview of the Future. Sam Moskowitz fue el jefe de edición de los siete números de Science-Fiction Plus. Gernsback actuaba como editor y redactó los editoriales.  La revista tenía un formato algo mayor que el habitual en las revistas del género y los primeros cinco ejemplares fueron impresos en papel lustroso; en las dos ediciones finales, el papel era de peor calidad para abaratar costes. El precio de venta era de 35 centavos y todos los números contaban con 64 páginas. No existen antologías reimpresas de la revista. En la mitad de los 50, muchas historias de Science-Fiction Plus aparecieron en los primeros ejemplares de la revista australiana, Science-Fiction Monthly, de la que los cuatro primeros números eran una copia íntegra de Science-Fiction Plus. La revista sueca, Häpna! reutilizó varias portadas y muchas de las ilustraciones interiores.